# Distrikt Quinua
Der Distrikt Quinua liegt in der Provinz Huamanga in der Region Ayacucho in Südzentral-Peru. Der Distrikt besitzt eine Fläche von 121 km². Beim Zensus 2017 wurden 5385 Einwohner gezählt. Im Jahr 1993 lag die Einwohnerzahl bei 5571, im Jahr 2007 bei 6115. Die Distriktverwaltung befindet sich in der 3396 m hoch gelegenen Kleinstadt Quinua mit 2193 Einwohnern (Stand 2017). Quinua liegt 15 km nordnordöstlich der Provinz- und Regionshauptstadt Ayacucho (Huamanga). Nordöstlich von Quinua befindet sich das Santuario Histórico de la Pampa de Ayacucho mit dem Obelisco de la Batalla de Ayacucho, ein Kriegerdenkmal, das an die Schlacht bei Ayacucho im Jahr 1824 erinnert.

## Geographische Lage
Der Distrikt Quinua liegt im Andenhochland im Nordosten der Provinz Huamanga. Der Río Yucay, rechter Nebenfluss des Río Cachi, fließt entlang der südwestlichen Distriktgrenze nach Nordwesten und entwässert dabei das Areal.
Der Distrikt Quinua grenzt im Südwesten an die Distrikte Tambillo und Jesús Nazareno, im Nordwesten an die Distrikte Pacaycasa und Huamanguilla (Provinz Huanta), im Nordosten an die Distrikte Tambo und San Miguel (beide in der Provinz La Mar) sowie im Südosten an den Distrikt Acos Vinchos.